# Tetration

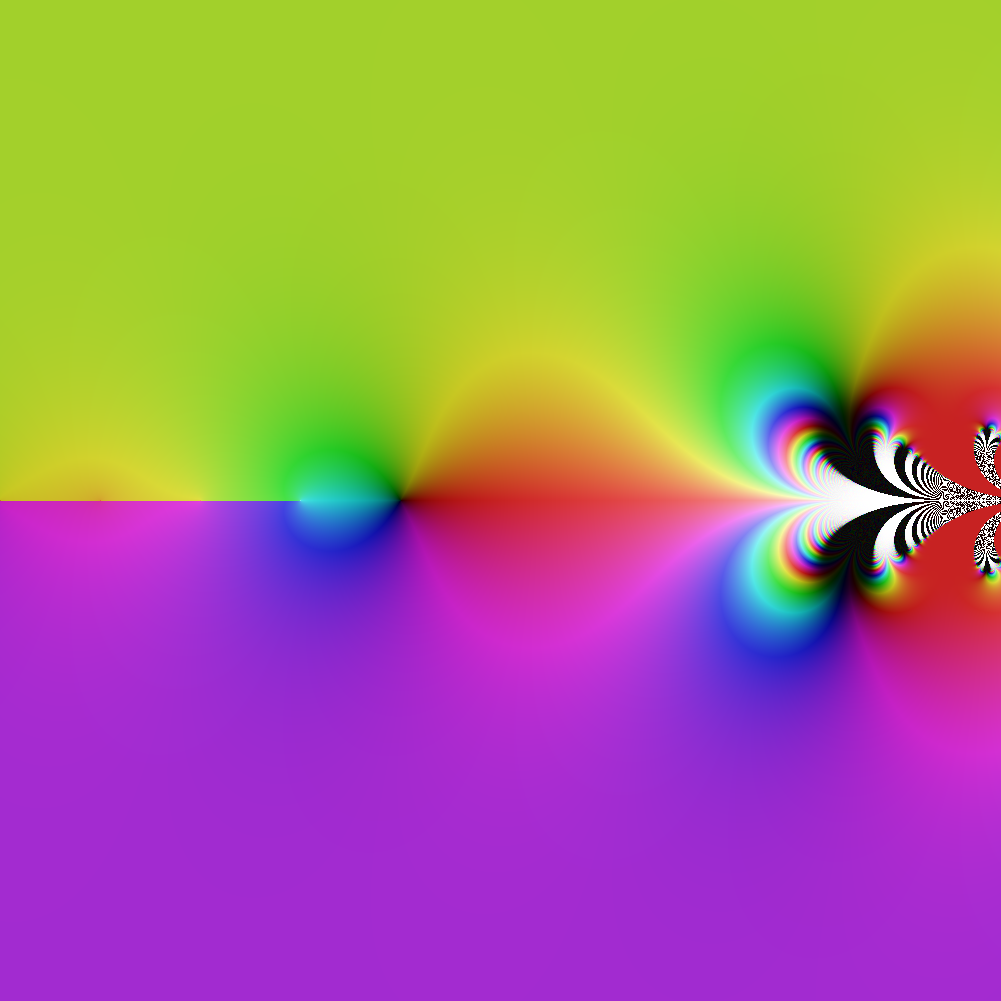
Miền tô màu của chỉnh hình tetration, với hue đại diện cho đối số hàm và độ sáng đại diện cho độ lớn

, với n = 2, 3, 4, …, cho thấy sự hội tụ theo số mũ được lặp lại vô hạn giữa hai dấu chấm

Trong toán học, tetration hoặc hyper-4 trong hyperoperation là một phép toán dựa trên phép lặp hoặc sự lặp lại của luỹ thừa, tetration được hiểu là "luỹ thừa chồng chất".
Theo định nghĩa tetration là "luỹ thừa lặp" (hoặc "chồng") nên tetration là một phép toán hai ngôi được viết dưới dạng {\displaystyle {^{b}a}}, trong đó {\displaystyle a} được gọi là "cơ số" và {\displaystyle b} là số lần {\displaystyle a} luỹ thừa lặp chính nó (hoặc số lần lặp lại của {\displaystyle a}) được gọi là "chiều cao", tương tự như luỹ thừa. Như vậy, {\displaystyle {^{b}a}} sẽ được biến đổi thành một tháp luỹ thừa {\displaystyle {a^{a^{\cdot ^{\cdot ^{a}}}}}}và {\displaystyle b} là số tầng luỹ thừa của {\displaystyle a} tính từ cơ số và {\displaystyle {^{b}a}} sẽ được đọc là "tetration bậc {\displaystyle b} của {\displaystyle a}" hoặc "{\displaystyle a} tetration bậc {\displaystyle b}".
Tetration là phép toán bậc tiếp theo sau lũy thừa, nhưng trước pentation. Thuật ngữ "tetration" theo tiếng Anh được Reuben Louis Goodstein đặt ra từ từ tetra- nghĩa là "bốn" trong tiền tố Hy Lạp và itetration nghĩa là "sự lặp lại" để chỉ phép lặp tạm dịch là "sự lặp lại lần thứ bốn".
Tetration cũng được định nghĩa đệ quy như
{\displaystyle {^{n}a}:={\begin{cases}1&{\text{nếu }}n=0\\a^{\left(^{(n-1)}a\right)}&{\text{nếu }}n>0\end{cases}}}
cho phép cố gắng mở rộng "chiều cao" của tetration thành các số không phải số tự nhiên chẳng hạn như số thực hoặc số phức.
Hai phép toán nghịch đảo của tetration được gọi là siêu căn và siêu logarit, tương tự như căn bậc n và hàm logarit. Không có hàm nào trong ba hàm này là hàm số sơ cấp.
Tetration được sử dụng để ký hiệu các số rất lớn.

## Giới thiệu
Dưới đây là bốn phép toán đầu tiên, tetration được coi là phép toán thứ tư trong đó. Phép toán một ngôi successor, được định nghĩa là {\displaystyle a'=a+1}.
1. Phép cộng
{\displaystyle a+n=a\!\underbrace {''{}^{\cdots }{}'} _{n}=a+\underbrace {1+1+\cdots +1} _{n}}
{\displaystyle n} là số lần cộng thêm 1 của {\displaystyle a}
2. Phép nhân
{\displaystyle a\times n=\underbrace {a+a+\cdots +a} _{n}}
{\displaystyle n} là số lần {\displaystyle a} cộng lặp chính nó
3. Luỹ thừa
{\displaystyle a^{n}=\underbrace {a\times a\times \cdots \times a} _{n}}
{\displaystyle n} là số lần {\displaystyle a} nhân lặp chính nó
4. Tetration
{\displaystyle {^{n}a}=\underbrace {a^{a^{\cdot ^{\cdot ^{a}}}}} _{n}}
{\displaystyle n} là số lần {\displaystyle a} luỹ thừa lặp chính nó, tính từ phải sang trái.

Phép toán sau là sự lặp lại của phép toán liền trước đó.
Lưu ý rằng các số mũ chồng nhau được tính theo quy ước từ trên xuống: {\displaystyle {a^{b^{c}}}} có nghĩa là {\displaystyle a^{(b^{c})}} chứ không phải {\displaystyle (a^{b})^{c}}.
Phép successor, {\displaystyle (a'=a+1)} là phép toán cơ bản nhất; trong khi phép cộng {\displaystyle (a+n)}  là một phép toán chính, đối với phép cộng các số tự nhiên, nó có thể được coi là n chuỗi lặp lại các phép successor của a; phép nhân {\displaystyle (a\times n)} cũng là một phép toán chính mặc dù đối với các số tự nhiên, nó có thể được coi là một n chuỗi lặp lại các phép cộng của a với chính nó. Luỹ thừa {\displaystyle (a^{n})} có thể được coi là n chuỗi lặp lại các phép nhân của a với chính nó và tetration {\displaystyle ({^{n}a})} cũng được coi như n chuỗi lặp lại hay các tầng a luỹ thừa chính nó được xếp chồng lên nhau. Mỗi phép toán ở trên được xác định bằng cách lặp lại phép toán liền trước đó. Tuy nhiên, không giống như các phép toán trước nó, tetration không phải là một hàm số sơ cấp.
Tham số a được gọi là cơ số, trong khi tham số n trong tetration có thể được gọi là chiều cao. Trong định nghĩa ban đầu của tetration, chiều cao phải là số tự nhiên; chẳng hạn, sẽ là không đúng nếu nói "ba tetration âm năm" hoặc "bốn tetration một phần hai". Tuy nhiên, cũng giống như phép cộng, phép nhân và lũy thừa có thể được định nghĩa theo những cách cho phép mở rộng lên số thực và số phức, một số nỗ lực đã được thực hiện để tổng quát hóa tham số chiều cao của tetration thành số âm, số thực và số phức. Một trong những cách làm như vậy là sử dụng một định nghĩa đệ quy cho tetration; đối với bất kỳ số thực {\displaystyle a>0} và số nguyên không âm {\displaystyle n\geqslant 0}, chúng ta có thể xác định {\displaystyle {^{n}a}} đệ quy dưới dạng:
{\displaystyle {^{n}a}:={\begin{cases}1&{\text{nếu }}n=0\\a^{\left(^{(n-1)}a\right)}&{\text{nếu }}n>0\end{cases}}}
Định nghĩa này tương đương với số lần lặp luỹ thừa cho các tham số chiều cao tự nhiên. Tuy nhiên, định nghĩa này cho phép mở rộng lên các tham số chiều cao khác chẳng hạn như {\displaystyle ^{0}a}, {\displaystyle ^{-1}a}, và {\displaystyle ^{i}a} - nhiều phần mở rộng trong số này là những mở rộng đang được nghiên cứu.

## Thuật ngữ
Có rất nhiều thuật ngữ cho tetration, mỗi thuật ngữ đều có tính logic đằng sau nó, nhưng một số thuật ngữ đã không được sử dụng phổ biến vì lý do này hay lý do khác. Dưới đây là sự so sánh của từng thuật ngữ với cơ sở lý luận và phản biện của nó.
- Thuật ngữ tetration, được giới thiệu bởi Goodstein trong bài báo Transfinite Ordinals in Recursive Number Theory[4] của mình năm 1947 (khái quát hóa biểu diễn cơ sở đệ quy được sử dụng trong định lý Goodstein để sử dụng các phép toán cao hơn), đã giành được ưu thế. Nó cũng được phổ biến trong cuốn Infinity and the Mind của nhà toán học Rudy Rucker.
- Thuật ngữ superexponentiation ("siêu luỹ thừa") đã được Bromer xuất bản trong bài báo Superexponentiation của ông ấy năm 1987.[5] Nó đã được sử dụng trước đó bởi Ed Nelson trong cuốn sách Dự đoán số học, Nhà xuất bản Đại học Princeton, 1986.
- Thuật ngữ hyperpower ("siêu mũ")[6] là sự kết hợp tự nhiên của từ hyper và từ power, được mô tả một cách chính xác về tetration. Vấn đề nằm ở ý nghĩa của từ hyper đối với dãy hyperoperation. Khi xem xét hyperoperation, thì thuật ngữ hyper đều đề cập đến tất cả các bậc phép toán của nó, và thuật ngữ super đề cập đến bậc 4, tức tetration. Vì vậy, theo những cân nhắc này hyperpower là sai lầm, vì nó chỉ đề cập đến tetration mà thôi.
- Thuật ngữ power tower ("tháp mũ")[7] đôi khi cũng được sử dụng, ở dạng "tháp mũ bậc n" cho {\displaystyle {\  \atop {\ }}{{\underbrace {a^{a^{\cdot ^{\cdot ^{a}}}}} } \atop n}}. Luỹ thừa dễ bị hiểu sai: lưu ý rằng phép nâng lên lũy thừa là phép kết hợp bên phải. Tetration phép lũy thừa lặp (gọi đây là phép toán kết hợp bên phải ^), bắt đầu từ phía trên bên phải của biểu thức với a^a đầu tiên trên cùng (ta gọi giá trị này là c). Luỹ thừa số tiếp theo sang trái, a kế tiếp (ta gọi đây là "cơ số tiếp theo" b), được tính sang trái sau khi nhận được giá trị mới b^c. Tính ở bên trái, sử dụng a tiếp theo ở bên trái, làm cơ số b và đánh giá b^c mới. Lần lượt 'đi xuống tháp', với giá trị mới lớn hơn cho c ở bước đi xuống tiếp theo.

Do một phần thuật ngữ được chia sẻ và ký hiệu tượng trưng tương tự, tetration thường xuyên bị nhầm lẫn với các chức năng và biểu thức liên quan. Dưới đây là một số thuật ngữ liên quan:
| Mẫu                                                              | Thuật ngữ                          |
| ---------------------------------------------------------------- | ---------------------------------- |
| {\displaystyle a^{a^{\cdot ^{\cdot ^{a^{a}}}}}}                  | Tetration                          |
| {\displaystyle a^{a^{\cdot ^{\cdot ^{a^{x}}}}}}                  | Số mũ lặp                          |
| {\displaystyle a_{1}^{a_{2}^{\cdot ^{\cdot ^{a_{n}}}}}}          | Số mũ lồng (Cũng gọi là tháp mũ)   |
| {\displaystyle a_{1}^{a_{2}^{a_{3}^{\cdot ^{\cdot ^{\cdot }}}}}} | Số mũ vô hạn (Cũng gọi là tháp mũ) |
Trong hai biểu thức đầu tiên {\displaystyle a} là cơ số, và các tầng giá trị {\displaystyle a} là chiều cao (thêm một tầng cho giá trị {\displaystyle x}). Trong biểu thức thứ ba, {\displaystyle n} là chiều cao, nhưng mỗi tầng lại có giá trị khác nhau.
Cần lưu ý khi đề cập đến số mũ lặp, vì thông thường gọi biểu thức của dạng này là luỹ thừa lặp, đó là điều mơ hồ, bởi vì điều này có thể có nghĩa là mũ lặp hoặc số mũ lặp.

## Kí hiệu
Có rất nhiều kiểu ký hiệu khác nhau để diễn đạt tetration. Một số ký hiệu cũng có thể được sử dụng để mô tả các hyperoperation khác, trong khi một số chỉ giới hạn ở tetration và không có phần mở rộng ngay lập tức.
| Tên ký hiệu                 | Mẫu                                                                                             | Mô tả |
| --------------------------- | ----------------------------------------------------------------------------------------------- | --- |
| Ký hiệu Rudy Rucker         | {\displaystyle \,{}^{n}a}                                                                       | Được sử dụng bởi Maurer [1901] và Goodstein [1947]; Cuốn sách Infinity and the Mind của Rudy Rucker phổ biến các ký hiệu này.         |
| Ký hiệu mũi tên lên Knuth   | {\displaystyle {\begin{aligned}&a{\uparrow \uparrow }n\\[2pt]&a{\uparrow ^{2}}n\end{aligned}}}  | Cho phép mở rộng bằng cách đặt nhiều mũi tên hơn hoặc thậm chí mạnh hơn, một mũi tên được lập chỉ mục.                                |
| Ký hiệu mũi tên xích Conway | {\displaystyle a\rightarrow n\rightarrow 2}                                                     | Cho phép mở rộng bằng cách tăng số 2 (tương đương với các mở rộng ở trên), nhưng, thậm chí nó còn mạnh mẽ hơn bằng cách mở rộng chuỗi |
| Hàm Ackermann               | {\displaystyle {}^{n}2=\operatorname {A} (4,n-3)+3}                                             | Cho phép viết trường hợp đặc biệt {\displaystyle a=2} theo hàm Ackermann.                                                             |
| Ký hiệu số mũ lặp           | {\displaystyle \exp _{a}^{n}(1)}                                                                | Cho phép mở rộng đơn giản đến số mũ lặp từ các giá trị ban đầu khác 1.                                                                |
| Ký hiệu Hooshmand[8]        | {\displaystyle {\begin{aligned}&\operatorname {uxp} _{a}n\\[2pt]&a^{\frac {n}{}}\end{aligned}}} | Được sử dụng bởi M. H. Hooshmand [2006].                                                                                              |
| Ký hiệu hyperoperation      | {\displaystyle {\begin{aligned}&a[4]n\\[2pt]&H_{4}(a,n)\end{aligned}}}                          | Cho phép mở rộng bằng cách tăng số 4 lên số lớn hơn để mô tả các toán tử bậc cao hơn.                                                 |
| Ký hiệu dấu mũ đôi          | a^^n                                                                                            | Vì mũi tên lên được sử dụng giống hệt với dấu mũ (^), nên tetration được viết là (^^); thuận tiện cho ASCII.                          |
Một ký hiệu ở trên sử dụng ký hiệu số mũ lặp, điều này được định nghĩa chung như sau:
{\displaystyle \exp _{a}^{n}(x)=a^{a^{\cdot ^{\cdot ^{a^{x}}}}}} với n là số tầng của a.
Không có nhiều ký hiệu cho số mũ lặp, dưới đây là một vài ký hiệu được sử dụng để mô tả chỉ số lặp:
| Tên ký hiệu               | Mẫu                                   | Mô tả |
| ------------------------- | ------------------------------------- | --- |
| Ký hiệu tiêu chuẩn        | {\displaystyle \exp _{a}^{n}(x)}      | Euler đặt ra ký hiệu {\displaystyle \exp _{a}(x)=a^{x}}, đặt {\displaystyle f(x)=\exp _{a}(x)}, sau đó {\displaystyle \exp _{a}^{n}(x)}có thể được biểu diễn dưới dạng ký hiệu lặp {\displaystyle f^{n}(x)}. |
| Ký hiệu mũi tên lên Knuth | {\displaystyle (a{\uparrow })^{n}(x)} | Cho phép tăng số lượng mũi tên để diễn tả độ mạnh (tetration) và siêu mũ (số mũ lặp), nó thường được sử dụng với số lớn.                                                                                     |
| Ký hiệu văn bản           | exp_a^n(x)                            | Dựa trên ký hiệu chuẩn, thuận tiện cho ASCII. |
| Ký hiệu J                 | x^^:(n-1)x                            | Lặp lại phép luỹ thừa. Xem J (ngôn ngữ lập trình)[9] |

## Thí dụ
Bởi vì tetration có sự gia tăng nhanh chóng, hầu hết các giá trị trong bảng sau đây là quá lớn để viết bằng ký hiệu khoa học. Trong những trường hợp này, ký hiệu số mũ lặp được sử dụng để thể hiện chúng trong cơ số 10. Các giá trị chứa dấu thập phân là gần đúng.
| {\displaystyle x} | {\displaystyle {}^{2}x} | {\displaystyle {}^{3}x}                 | {\displaystyle {}^{4}x}                 |
| ----------------- | ----------------------- | --------------------------------------- | --------------------------------------- |
| 1                 | 1                       | 1                                       | 1                                       |
| 2                 | 4                       | 16                                      | 65,536                                  |
| 3                 | 27                      | 7,625,597,484,987                       | {\displaystyle \exp _{10}^{3}(1.09902)} |
| 4                 | 256                     | {\displaystyle \exp _{10}^{2}(2.18788)} | {\displaystyle \exp _{10}^{3}(2.18726)} |
| 5                 | 3,125                   | {\displaystyle \exp _{10}^{2}(3.33931)} | {\displaystyle \exp _{10}^{3}(3.33928)} |
| 6                 | 46,656                  | {\displaystyle \exp _{10}^{2}(4.55997)} | {\displaystyle \exp _{10}^{3}(4.55997)} |
| 7                 | 823,543                 | {\displaystyle \exp _{10}^{2}(5.84259)} | {\displaystyle \exp _{10}^{3}(5.84259)} |
| 8                 | 16,777,216              | {\displaystyle \exp _{10}^{2}(7.18045)} | {\displaystyle \exp _{10}^{3}(7.18045)} |
| 9                 | 387,420,489             | {\displaystyle \exp _{10}^{2}(8.56784)} | {\displaystyle \exp _{10}^{3}(8.56784)} |
| 10                | 10,000,000,000          | {\displaystyle \exp _{10}^{3}(1)}       | {\displaystyle \exp _{10}^{4}(1)}       |

## Tính chất
Tetration có những tính chất tương tự như luỹ thừa, cũng như các thuộc tính cụ thể dành riêng cho nó và bị mất hoặc thu được từ lũy thừa. Bởi vì luỹ thừa không có tính chất giao hoán, kết quả và quy tắc không có sự tương tự với tetration, các câu {\textstyle {}^{a}\left({}^{b}x\right)=\left({}^{ab}x\right)} and {\textstyle {}^{a}\left(xy\right)={}^{a}x{}^{a}y} không nhất thiết đúng với mọi trường hợp.
Tuy nhiên, tetration theo một tính chất khác, trong đó {\textstyle {}^{a}x=x^{\left({}^{a-1}x\right)}}. Sự thật này được thể hiện rõ nhất bằng cách sử dụng định nghĩa đệ quy. Từ thuộc tính này, một mệnh đề theo sau {\displaystyle \left({}^{b}a\right)^{\left({}^{c}a\right)}=\left({}^{c+1}a\right)^{\left({}^{b-1}a\right)}}, cho phép chuyển đổi b và c trong các phương trình nhất định. Mệnh đề như sau:
{\displaystyle {\begin{aligned}&\left({}^{b}a\right)^{\left({}^{c}a\right)}\\={}&\left(a^{{}^{b-1}a}\right)^{\left({}^{c}a\right)}\\={}&a^{\left({}^{b-1}a\right)\left({}^{c}a\right)}\\={}&a^{\left({}^{c}a\right)\left({}^{b-1}a\right)}\\={}&\left({}^{c+1}a\right)^{\left({}^{b-1}a\right)}\end{aligned}}}
Khi một số x và 10 là số nguyên tố cùng nhau, có thể tính các chữ số thập phân m cuối cùng của {\displaystyle \,\!\ ^{a}x} bằng định lý Euler, cho bất kỳ số nguyên m.

### Hướng tính
Khi biến đổi một biểu thức tetration ra một "tháp luỹ thừa", thì tháp lũy thừa ấy sau đó phải được tính ở tầng luỹ thừa trên cùng trước tiên (ở đỉnh) trong biểu thức. Ví dụ:
{\displaystyle \,\!\ ^{4}2=2^{2^{2^{2}}}=2^{\left(2^{\left(2^{2}\right)}\right)}=2^{\left(2^{4}\right)}=2^{16}=65536}
Thứ tự này rất quan trọng vì lũy thừa không có tính kết hợp, và tính toán biểu thức theo thứ tự ngược lại sẽ cho ra một kết quả khác:
{\displaystyle \,\!2^{2^{2^{2}}}\neq \left({\left(2^{2}\right)}^{2}\right)^{2}=4^{2\cdot 2}=256}
Tính toán biểu thức từ trái sang phải được coi là ít thú vị hơn, tính toán từ trái sang phải, mọi biểu thức {\displaystyle ^{n}a\!} có thể được hạ xuống thành {\displaystyle a^{\left(a^{n-1}\right)}\!\!}. Bởi vì điều này, các tháp phải được tính từ phải sang trái (hoặc từ trên xuống dưới). Lập trình viên máy tính nhắc đến sự lựa chọn này như kết hợp phải.

## Mở rộng
Tetration có thể được mở rộng theo hai cách khác nhau. Trong phương trình {\displaystyle ^{n}a\!}, cả cơ số a và chiều cao n có thể được khái quát bằng cách sử dụng định nghĩa và tính chất của tetration. Mặc dù cơ số và chiều cao có thể được mở rộng vượt ra ngoài các số nguyên dương đến các miền khác, kể cả {\displaystyle {^{n}0}}, các hàm phức như {\displaystyle {}^{n}i}, và chiều cao của vô hạn n, các tính chất hạn chế hơn của tetration làm giảm khả năng mở rộng tetration.

### Mở rộng miền cho cơ số

#### Cơ số không
Số mũ {\displaystyle 0^{0}} không được xác định nhất quán. Như vậy, các tetration {\displaystyle \,{^{n}0}} không được xác định rõ ràng bởi các công thức đưa ra trước đó. Tuy nhiên, {\displaystyle \lim _{x\rightarrow 0}{}^{n}x} được xác định rõ, và tồn tại:
{\displaystyle \lim _{x\rightarrow 0}{}^{n}x={\begin{cases}1,&n{\text{ chẵn}}\\0,&n{\text{ lẻ}}\end{cases}}}
Do đó, chúng ta có thể xác định nhất quán {\displaystyle {}^{n}0=\lim _{x\rightarrow 0}{}^{n}x}. Điều này tương tự như việc định nghĩa {\displaystyle 0^{0}=1}.
Theo phần mở rộng này, {\displaystyle {}^{0}0=1}, do đó, quy tắc {\displaystyle {^{0}a}=1} từ định nghĩa ban đầu vẫn giữ.

#### Cơ số phức

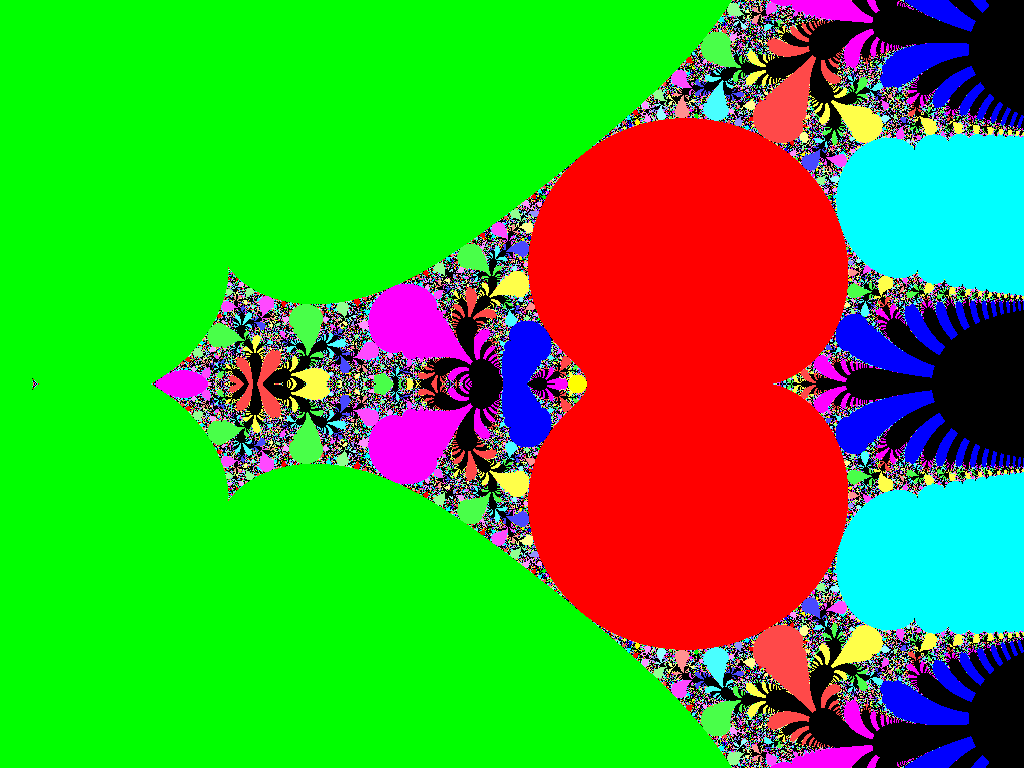
tetration theo kỳ

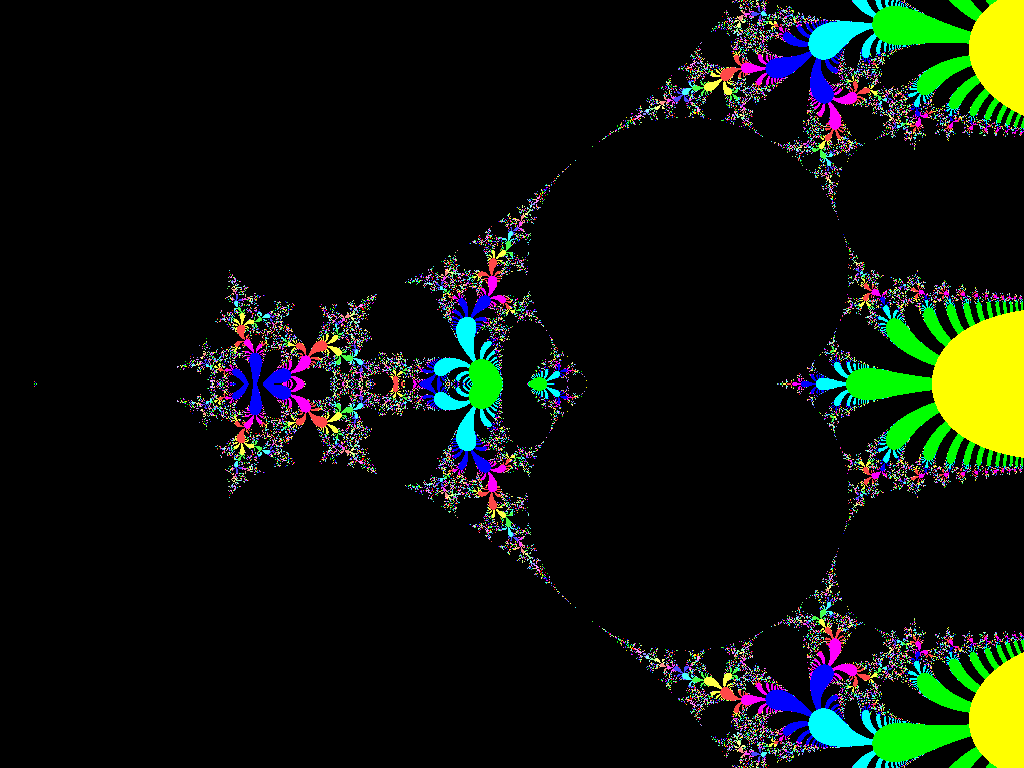
tetration bằng cách trốn thoát

Kể từ khi các số phức được nâng lên thành các mũ, tetration có thể được áp dụng cho các cơ số có dạng {\displaystyle z=a+bi} (trong đó {\displaystyle a} và {\displaystyle b} là số thực). Ví dụ, trong {\displaystyle {^{n}z}} với {\displaystyle z=i}, tetration đạt được bằng cách sử dụng các nhánh chính của logarit tự nhiên, sử dụng công thức Euler chúng ta được mối quan hệ:
{\displaystyle i^{a+bi}=e^{{\frac {1}{2}}{\pi i}(a+bi)}=e^{-{\frac {1}{2}}{\pi b}}\left(\cos {\frac {\pi a}{2}}+i\sin {\frac {\pi a}{2}}\right)}
Điều này cho thấy một định nghĩa đệ quy cho {\displaystyle {^{n+1}i}=a'+b'i} với bất kỳ {\displaystyle {^{n}i}=a+bi}:
{\displaystyle {\begin{aligned}a'&=e^{-{\frac {1}{2}}{\pi b}}\cos {\frac {\pi a}{2}}\\[2pt]b'&=e^{-{\frac {1}{2}}{\pi b}}\sin {\frac {\pi a}{2}}\end{aligned}}}
Các giá trị gần đúng sau đây có thể được lấy:
| {\textstyle {}^{n}i}                          | Giá trị gần đúng |
| --------------------------------------------- | ---------------- |
| {\textstyle {}^{1}i=i}                        | i                |
| {\textstyle {}^{2}i=i^{\left({}^{1}i\right)}} | 0.2079           |
| {\textstyle {}^{3}i=i^{\left({}^{2}i\right)}} | 0.9472 + 0.3208i |
| {\textstyle {}^{4}i=i^{\left({}^{3}i\right)}} | 0.0501 + 0.6021i |
| {\textstyle {}^{5}i=i^{\left({}^{4}i\right)}} | 0.3872 + 0.0305i |
| {\textstyle {}^{6}i=i^{\left({}^{5}i\right)}} | 0.7823 + 0.5446i |
| {\textstyle {}^{7}i=i^{\left({}^{6}i\right)}} | 0.1426 + 0.4005i |
| {\textstyle {}^{8}i=i^{\left({}^{7}i\right)}} | 0.5198 + 0.1184i |
| {\textstyle {}^{9}i=i^{\left({}^{8}i\right)}} | 0.5686 + 0.6051i |

Giải quyết các quan hệ nghịch đảo, như trong phần trước, mang lại {\displaystyle {^{0}i}=1} và {\displaystyle {^{-1}i}=0}, với các giá trị âm của n cho kết quả vô hạn trên trục ảo. Vẽ sơ đồ trong mặt phẳng phức, toàn bộ chuỗi xoắn ốc đến giới hạn {\displaystyle 0.4383+0.3606i}, mà có thể được hiểu là giá trị trong đó {\displaystyle n} là vô hạn.
Trình tự tetration như vậy đã được nghiên cứu kể từ thời Euler, nhưng được hiểu một cách kém cỏi do hành vi hỗn loạn của chúng. Hầu hết các nghiên cứu được công bố trong lịch sử đã tập trung vào sự hội tụ của hàm số mũ lặp vô hạn. Nghiên cứu hiện tại đã được hưởng lợi rất nhiều từ sự có mặt của các máy tính mạnh mẽ với fractal và phần mềm toán học tượng trưng. Phần lớn những gì được biết về tetration xuất phát từ kiến thức chung về động lực học phức tạp và nghiên cứu cụ thể về bản đồ số mũ.

### Phần mở rộng của miền cho các chiều cao khác nhau

#### Chiều cao vô hạn

của các hàm số mũ lặp vô hạn hội tụ cho các cơ số

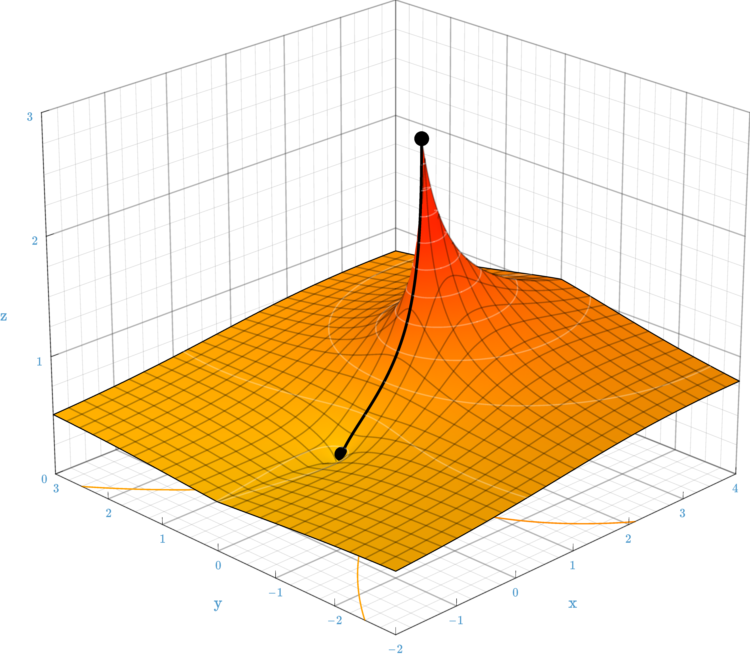
Hàm trên mặt phẳng phức, hiển thị hàm số mũ lặp vô hạn có giá trị thực (đường cong màu đen)

Tetration có thể được mở rộng đến các chiều cao vô hạn. Tức là, đối với một số giá trị a và n nhất định trong {\displaystyle {}^{n}a}, tồn tại một kết quả được xác định rõ ràng cho một n vô hạn. Điều này là vì các cơ số trong một khoảng nhất định, tetration hội tụ đến một giá trị hữu hạn khi chiều cao có xu hướng tiến đến vô cùng. Ví dụ, {\displaystyle {\sqrt {2}}^{{\sqrt {2}}^{{\sqrt {2}}^{\cdot ^{\cdot ^{\cdot }}}}}} hội tụ tại 2, và do đó, có thể nói là bằng 2. Xu hướng tới 2 có thể được nhìn thấy bằng cách đánh giá một tháp mũ hữu hạn nhỏ:
{\displaystyle {\begin{aligned}{\sqrt {2}}^{{\sqrt {2}}^{{\sqrt {2}}^{{\sqrt {2}}^{{\sqrt {2}}^{1.414}}}}}&\approx {\sqrt {2}}^{{\sqrt {2}}^{{\sqrt {2}}^{{\sqrt {2}}^{1.63}}}}\\&\approx {\sqrt {2}}^{{\sqrt {2}}^{{\sqrt {2}}^{1.76}}}\\&\approx {\sqrt {2}}^{{\sqrt {2}}^{1.84}}\\&\approx {\sqrt {2}}^{1.89}\\&\approx 1.93\end{aligned}}}
Nói chung, số mũ lặp lại vô hạn {\displaystyle x^{x^{\cdot ^{\cdot ^{\cdot }}}}\!\!}, được định nghĩa là giới hạn của {\displaystyle {}^{n}x} khi n tiến đến vô cùng, hội tụ cho e−e ≤ x ≤ e1/e, đại khái khoảng từ 0.066 đến 1.44, một kết quả được hiển thị bởi Leonhard Euler. Giới hạn, nó nên tồn tại, là một số thực dương của phương trình y = xy. Như vậy, x = y1/y. Giới hạn xác định tetration vô hạn của x không hội tụ cho x > e1/e bởi vì tối đa của y1/y là e1/e.
Điều này có thể được mở rộng thành số phức z với định nghĩa:
{\displaystyle {}^{\infty }z=z^{z^{\cdot ^{\cdot ^{\cdot }}}}={\frac {\mathrm {W} (-\ln {z})}{-\ln {z}}}~,}
Trong đó W đại diện cho hàm W Lambert.
Như giới hạn y = ∞x (nếu tồn tại, tức là cho e−e < x < e1/e) phải thoả mãn xy = y chúng ta thấy rằng x ↦ y = ∞x là (nhánh dưới của) hàm nghịch đảo của y ↦ x = y1/y.

#### Chiều cao âm
Chúng ta có thể sử dụng quy tắc đệ quy cho tetration,
{\displaystyle {^{k+1}a}=a^{\left({^{k}a}\right)},}
để chứng minh {\displaystyle {}^{-1}a}:
{\displaystyle ^{k}a=\log _{a}\left(^{k+1}a\right);}
Thay −1 cho k sẽ cho
{\displaystyle {}^{-1}a=\log _{a}\left({}^{0}a\right)=\log _{a}1=0}.
Các giá trị âm nhỏ hơn không thể được xác định rõ theo cách này. Thay −2 cho k trong cùng phương trình sẽ cho
{\displaystyle {}^{-2}a=\log _{a}\left({}^{-1}a\right)=\log _{a}0}
mà không được xác định rõ. Họ có thể, tuy nhiên, đôi khi được coi là các bộ.
Đối với {\displaystyle n=1}, mọi định nghĩa của {\displaystyle \,\!{^{-1}1}} đều phù hợp với quy tắc bởi vì
{\displaystyle {^{0}1}=1=1^{n}} với mọi {\displaystyle \,\!n={^{-1}1}}.

#### Chiều cao thực
Tại thời điểm này không có giải pháp thông thường được chấp nhận cho vấn đề chung là mở rộng tetration thành giá trị thực và phức của n. Tuy nhiên, đã có nhiều cách tiếp cận đối với vấn đề này và các cách tiếp cận khác nhau được nêu ra dưới đây.
Nói chung, vấn đề là tìm kiếm — với mọi số thực a > 0 — một hàm siêu mũ {\displaystyle \,f(x)={}^{x}a} trên số thực x > −2 thỏa mãn
- {\displaystyle \,{}^{-1}a=0}
- {\displaystyle \,{}^{0}a=1}
- {\displaystyle \,{}^{x}a=a^{\left({}^{x-1}a\right)}}cho tất cả số thực {\displaystyle x>-1.}[15]

Để tìm thêm phần mở rộng số tự nhiên, thường cần một hoặc nhiều yêu cầu bổ sung. Điều này thường là một số tập hợp sau đây:
- Yêu cầu liên tục (thường chỉ là {\displaystyle {}^{x}a} là liên tục trong cả hai biến cho {\displaystyle x>0}).
- Yêu cầu khả vi (có thể là một lần, hai lần, k lần, hoặc vô cùng khả vi trong x).
- Yêu cầu thường xuyên (ngụ ý hai lần vi phân trong x) rằng:

{\displaystyle \left({\frac {d^{2}}{dx^{2}}}f(x)>0\right)} cho tất cả {\displaystyle x>0}
Yêu cầu thứ tư khác nhau từ tác giả đến tác giả, và giữa các cách tiếp cận. Có hai cách tiếp cận chính để mở rộng tetration lên chiều cao thực, một là dựa trên yêu cầu thường xuyên, và một là dựa trên yêu cầu khả vi. Hai cách tiếp cận này dường như khác nhau đến mức chúng có thể không thể đối chiếu, vì chúng tạo ra kết quả không nhất quán với nhau.
Khi {\displaystyle \,{}^{x}a} được xác định cho một khoảng có độ dài một, toàn bộ hàm dễ dàng theo sau với tất cả x > −2.

#### Xấp xỉ tuyến tính cho chiều cao thực

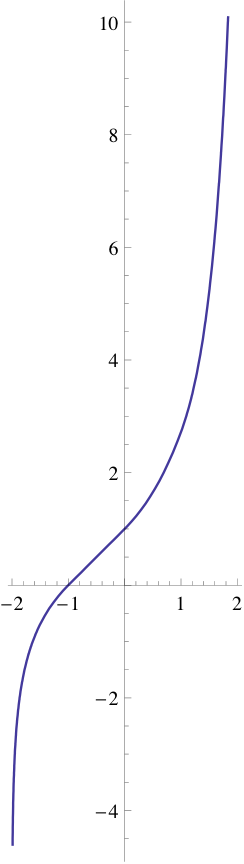
sử dụng xấp xỉ tuyến tính.

Một xấp xỉ tuyến tính (giải pháp cho yêu cầu liên tục, gần đúng với yêu cầu khả vi) được đưa ra bởi:
{\displaystyle {}^{x}a\approx {\begin{cases}\log _{a}\left(^{x+1}a\right)&x\leq -1\\1+x&-1<x\leq 0\\a^{\left(^{x-1}a\right)}&0<x\end{cases}}}
vì thế:
| Xấp xỉ                                    | Miền           |
| ----------------------------------------- | -------------- |
| {\textstyle {}^{x}a\approx x+1}           | for −1 < x < 0 |
| {\textstyle {}^{x}a\approx a^{x}}         | for 0 < x < 1  |
| {\textstyle {}^{x}a\approx a^{a^{(x-1)}}} | for 1 < x < 2  |

vân vân. Tuy nhiên, nó chỉ là khả vi, tại các giá trị nguyên của x đạo hàm được nhân với {\displaystyle \ln {a}}. Nó liên tục được khả vi cho {\displaystyle x>-2} khi và chỉ khi {\displaystyle a=e}. Ví dụ, sử dụng các phương pháp này {\displaystyle {}^{\frac {\pi }{2}}e\approx 5.868...} và {\displaystyle {}^{-4.3}0.5\approx 4.03335...}
Một định lý chính trong bài báo Hooshmand phát biểu: Đặt {\displaystyle 0<a\neq 1}. Nếu {\displaystyle f:(-2,+\infty )\rightarrow \mathbb {R} } là liên tục và thỏa mãn các điều kiện sau:
- {\displaystyle f(x)=a^{f(x-1)}\;\;{\text{với mọi}}\;\;x>-1,\;f(0)=1,}
- {\displaystyle f} là khả vi trên (−1, 0),
- {\displaystyle f^{\prime }} là một hàm số không giảm hoặc không tăng trên (−1, 0),
- {\displaystyle f^{\prime }\left(0^{+}\right)=(\ln a)f^{\prime }\left(0^{-}\right){\text{ hoặc }}f^{\prime }\left(-1^{+}\right)=f^{\prime }\left(0^{-}\right).}

thì {\displaystyle f} được xác định duy nhất thông qua phương trình
{\displaystyle f(x)=\exp _{a}^{[x]}\left(a^{(x)}\right)=\exp _{a}^{[x+1]}((x))\quad {\text{for all}}\;\;x>-2,}
trong đó {\displaystyle (x)=x-[x]} biểu thị phần phân số của {\displaystyle \exp _{a}^{[x]}} là {\displaystyle [x]}-hàm lặp của hàm {\displaystyle \exp _{a}}.
Bằng chứng là điều kiện thứ hai đến thứ tư ngụ ý tầm thường rằng f là hàm tuyến tính trên [−1, 0].
Phép xấp xỉ tuyến tính với hàm tetration tự nhiên {\displaystyle {}^{x}e} liên tục được khả vi, nhưng đạo hàm thứ hai của nó không tồn tại ở các giá trị nguyên của đối số của nó. Hooshmand đã đưa ra một định lý duy nhất cho nó, trong đó nêu rõ:
Nếu {\displaystyle f:(-2,+\infty )\rightarrow \mathbb {R} } là một hàm liên tục thỏa mãn:
- {\displaystyle f(x)=e^{f(x-1)}\;\;{\text{với mọi}}\;\;x>-1,\;f(0)=1,}
- {\displaystyle f} là lồi trên (−1, 0),
- {\displaystyle f^{\prime }\left(0^{-}\right)\leq f^{\prime }\left(0^{+}\right).}

sau đó {\displaystyle f={\text{uxp}}}. [Ở đây {\displaystyle f={\text{uxp}}} là tên của Hooshmand cho phép tính gần đúng tuyến tính với hàm tetration tự nhiên.]
Bằng chứng là giống như trước đây, phương trình đệ quy đảm bảo rằng {\displaystyle f^{\prime }(-1^{+})=f^{\prime }(0^{+}),} và sau đó điều kiện lồi ngụ ý rằng {\displaystyle f} là tuyến tính trên (−1, 0).
Do đó, phép xấp xỉ tuyến tính với tetration tự nhiên là giải pháp duy nhất của phương trình {\displaystyle f(x)=e^{f(x-1)}\;\;(x>-1)} và {\displaystyle f(0)=1} là hàm lồi trên (−1, +∞). Tất cả các giải pháp đủ khả vi khác phải có điểm uốn trên khoảng (−1, 0).

#### Xấp xỉ bậc cao hơn cho chiều cao thực

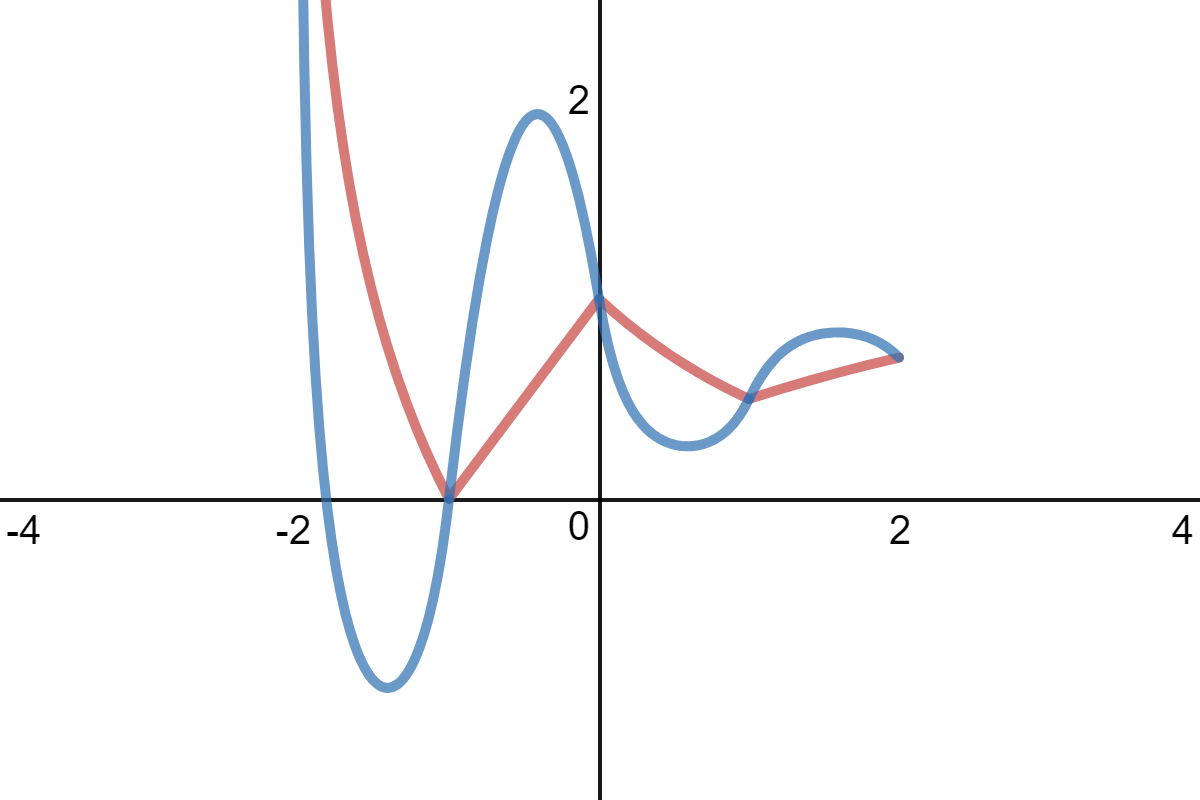
so sánh các xấp xỉ tuyến tính và xấp xỉ bậc hai (màu đỏ và màu xanh tương ứng) của hàm số, từ x = −2 đến x = 2.

Ngoài các xấp xỉ tuyến tính, xấp xỉ bậc hai (theo yêu cầu khả vi) được đưa ra bởi:
{\displaystyle {}^{x}a\approx {\begin{cases}\log _{a}\left({}^{x+1}a\right)&x\leq -1\\1+{\frac {2\ln(a)}{1\;+\;\ln(a)}}x-{\frac {1\;-\;\ln(a)}{1\;+\;\ln(a)}}x^{2}&-1<x\leq 0\\a^{\left({}^{x-1}a\right)}&x>0\end{cases}}}
có thể phân biệt cho tất cả {\displaystyle x>0}, nhưng không hai lần khả vi. Ví dụ, {\displaystyle {}^{\frac {1}{2}}2\approx 1.45933...} Nếu {\displaystyle a=e} thì đây gần giống như xấp xỉ tuyến tính.
Bởi vì cách tính toán, hàm này không "hủy bỏ", trái với số mũ, trong đó {\displaystyle \left(a^{\frac {1}{n}}\right)^{n}=a}. Cụ thể là,
{\displaystyle {}^{n}\left({}^{\frac {1}{n}}a\right)=\underbrace {\left({}^{\frac {1}{n}}a\right)^{\left({}^{\frac {1}{n}}a\right)^{\cdot ^{\cdot ^{\cdot ^{\cdot ^{\left({}^{\frac {1}{n}}a\right)}}}}}}} _{n}\neq a}.
Cũng như có một xấp xỉ bậc hai, xấp xỉ bậc ba và phương pháp để khái quát hóa cho xấp xỉ bậc n cũng tồn tại, mặc dù chúng khó sử dụng hơn nhiều.

#### Chiều cao phức

Vẽ phần mở rộng phân tích của tetration cho mặt phẳng phức. Cấp độ và các cấp được hiển thị với các đường cong dày.

Hiện tại đã chứng minh rằng tồn tại một hàm F duy nhất là một nghiệm của phương trình F(z + 1) = exp(F(z)) và thỏa mãn các điều kiện bổ sung mà F(0) = 1 và F(z) tiếp cận các điểm cố định của logarit (khoảng 0.318 ± 1.337i) khi z tiếp cận ±i∞ và F là biến hình trong toàn bộ mặt phẳng phức z-phức, ngoại trừ một phần của trục sô thực tại z ≤ −2. Bằng chứng này xác nhận một phỏng đoán trước đó. Bản đồ phức của chức năng này được hiển thị trong hình bên phải. Bằng chứng cũng hoạt động cho các cơ số khác ngoài e, miễn là cơ sở đó lớn hơn {\displaystyle e^{\frac {1}{e}}}.
Yêu cầu của tetration là chỉnh hình rất quan trọng cho tính độc đáo của nó. Nhiều chức năng S có thể được xây dựng như
{\displaystyle S(z)=F\!\left(~z~+\sum _{n=1}^{\infty }\sin(2\pi nz)~\alpha _{n}+\sum _{n=1}^{\infty }{\Big (}1-\cos(2\pi nz){\Big )}~\beta _{n}\right)}
trong đó α và β là các chuỗi thực sự phân rã đủ nhanh để cung cấp sự hội tụ của dãy liên tiếp nhau, ít nhất là ở các giá trị vừa phải của Im z.
Hàm S thỏa mãn các phương trình tetration S(z + 1) = exp(S(z)), S(0) = 1, và nếu αn và βn tiếp cận 0 đủ nhanh nó sẽ được phân tích trên một vùng lân cận của trục số thực dương. Tuy nhiên, nếu một số phần tử của {α} hoặc {β} không bằng không, thì hàm S có vô số các điểm kỳ dị bổ sung và đường cắt trong mặt phẳng phức, do sự tăng trưởng theo cấp số nhân của sin và cos dọc theo trục tưởng tượng. Các hệ số {α} và {β} càng nhỏ thì, các điểm kỳ dị này càng xa trục thực.
Do đó, việc mở rộng tetration vào mặt phẳng phức là rất cần thiết cho sự độc đáo. tetration phân tích thực không phải là duy nhất.

## Đệ quy phi cơ bản
Tetration (bị giới hạn ở {\displaystyle \mathbb {N} ^{2}}) không phải là một hàm đệ quy nguyên thủy. Người ta có thể chứng minh bằng cảm ứng rằng với mọi hàm đệ quy sơ cấp f, có một hằng số c sao cho
{\displaystyle f(x)\leq \underbrace {2^{2^{\cdot ^{\cdot ^{x}}}}} _{c}.}
Chúng ta biểu thị phía bên tay phải bởi {\displaystyle g(c,x)}. Giả sử ngược lại rằng tetration là đệ quy sơ cấp. {\displaystyle g(x,x)+1} cũng là đệ quy sơ cấp. Theo bất đẳng thức trên, có một hằng số c sao cho {\displaystyle g(x,x)+1\leq g(c,x)}. Bằng cách để {\displaystyle x=c}, chúng ta có {\displaystyle g(c,c)+1\leq g(c,c)}, một mâu thuẫn.

## Phép toán nghịch đảo
Lũy thừa có hai phép toán nghịch đảo: căn và logarit. Tương tự, nghịch đảo của tetration thường được gọi là siêu căn, và siêu logarit (Trong thực tế, tất cả các phép toán có bậc lớn hơn hoặc bằng 3 đều có phép nghịch đảo tương tự). Ví dụ, trong hàm {\displaystyle {^{3}}y=x}, hai nghịch đảo là siêu căn bậc 3 của y và siêu logarit cơ số y của x.

### Siêu căn
Các siêu căn là phép toán nghịch đảo của tetration đối với cơ số: nếu {\displaystyle ^{n}y=x}, thì y là siêu căn bậc n của x ({\displaystyle {\sqrt[{n}]{x}}_{s}} hoặc {\displaystyle {\sqrt[{n}]{x}}_{4}}).
Ví dụ,
{\displaystyle ^{4}2=2^{2^{2^{2}}}=65{,}536}
vì vậy 2 là siêu căn bậc 4 của 65,536.

### Siêu căn bậc 2

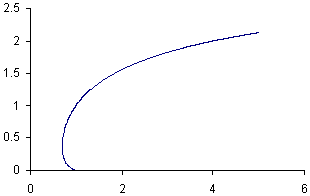
Đồ thị.

Siêu căn bậc 2 có hai ký hiệu tương đương, {\displaystyle \mathrm {ssrt} (x)} và {\displaystyle {\sqrt {x}}_{s}}. Nó là nghịch đảo của {\displaystyle ^{2}x=x^{x}} và có thể được biểu diễn bằng hàm W Lambert:
{\displaystyle \mathrm {ssrt} (x)=e^{W(\ln x)}={\frac {\ln x}{W(\ln x)}}}
Hàm này cũng minh họa bản chất phản xạ của hàm căn và hàm logarit vì phương trình dưới đây chỉ đúng khi {\displaystyle y=\mathrm {ssrt} (x)}:
{\displaystyle {\sqrt[{y}]{x}}=\log _{y}x}
Giống như căn bậc hai, siêu căn bậc hai của x có thể không có một giải pháp duy nhất. Không giống như căn bậc hai, việc xác định số lượng siêu căn bậc hai của x có thể khó khăn. Nói chung, nếu {\displaystyle e^{-1/e}<x<1}, thì x có hai siêu căn bậc hai dương giữa 0 và 1, thì x có một siêu căn bậc 2 dương lớn hơn 1. Nếu x là số dương và nhỏ hơn {\displaystyle e^{-1/e}} thì nó không có bất kỳ siêu căn bậc 2 thực nào, nhưng công thức đã cho ở trên mang lại vô cùng nhiều công thức phức cho bất kỳ x hữu hạn nào không bằng 1. Hàm đã được sử dụng để xác định kích thước của cụm dữ liệu.
Tại {\displaystyle x=1}:

### Các siêu căn khác

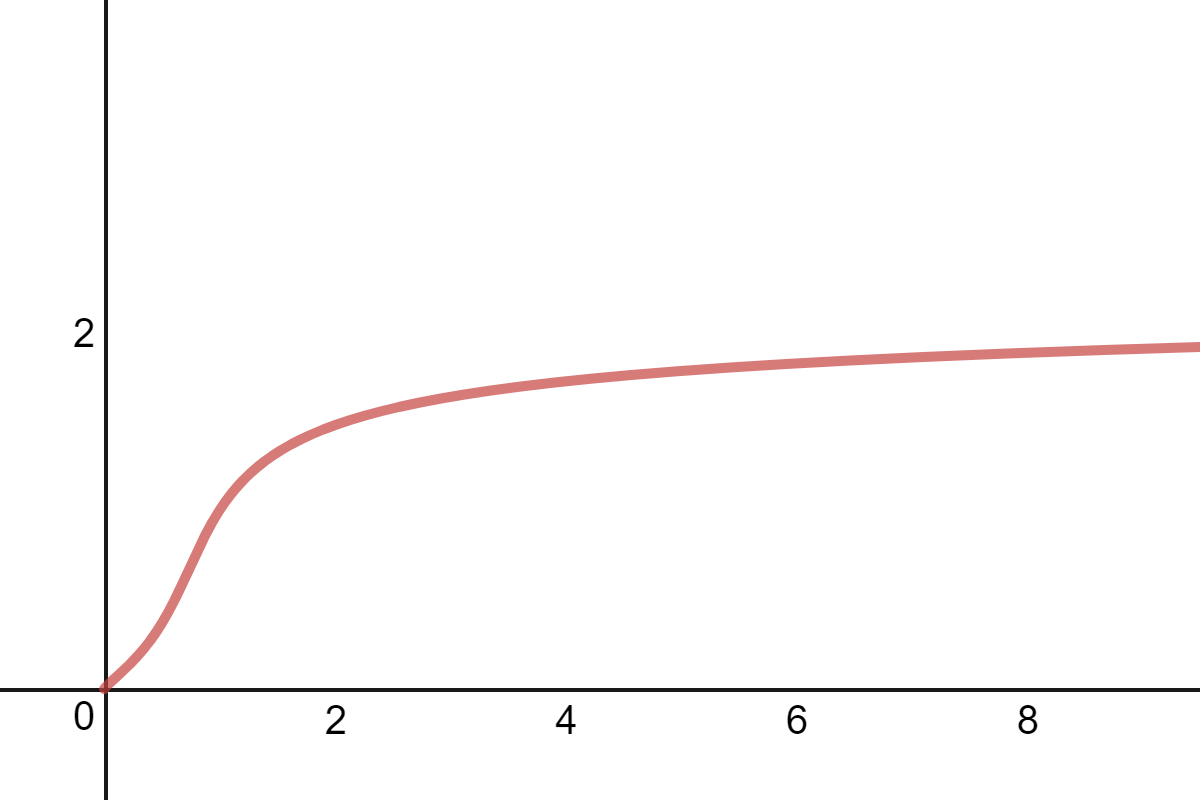
Đồ thị.

Đối với mỗi số nguyên n > 2, hàm nx được xác định và tăng cho x ≥ 1, và n1 = 1, sao cho siêu căn bậc n của x, {\displaystyle {\sqrt[{n}]{x}}_{s}}, tồn tại cho x ≥ 1.
Tuy nhiên, nếu sử dụng xấp xỉ tuyến tính ở trên, thì {\displaystyle ^{y}x=y+1} nếu −1 < y ≤ 0, vì vậy {\displaystyle ^{y}{\sqrt {y+1}}_{s}} không thể tồn tại.
Cũng giống như siêu căn bậc hai, thuật ngữ cho các siêu căn khác có thể dựa trên các căn thông thường:"siêu căn bậc 3" có thể được thể hiện như {\displaystyle {\sqrt[{3}]{x}}_{s}}, "siêu căn bậc 4" có thể được thể hiện như {\displaystyle {\sqrt[{4}]{x}}_{s}}, và "siêu căn bậc n là {\displaystyle {\sqrt[{n}]{x}}_{s}}. Lưu ý rằng {\displaystyle {\sqrt[{n}]{x}}_{s}} có thể không được xác định duy nhất, bởi vì có thể có nhiều hơn căn thứ n. Ví dụ, x có một siêu căn đơn (số thực) nếu n lẻ và lên đến hai nếu n chẵn.
Cũng giống như việc mở rộng tetration lên chiều cao vô hạn, siêu căn có thể được mở rộng đến n = ∞, được xác định rõ nếu 1/e ≤ x ≤ e. Lưu ý rằng {\displaystyle x={^{\infty }y}=y^{\left[^{\infty }y\right]}=y^{x},} và do đó {\displaystyle y=x^{1/x}}. Do đó, khi nó được xác định rõ, {\displaystyle {\sqrt[{\infty }]{x}}_{s}=x^{1/x}} và, không giống như tetration thường, là một hàm số sơ cấp. Ví dụ, {\displaystyle {\sqrt[{\infty }]{2}}_{s}=2^{1/2}={\sqrt {2}}}.
Nó xuất phát từ Định lý Schelfider Schneider siêu căn  cho bất kỳ số nguyên dư{\displaystyle {\sqrt {n}}_{s}}ơng n là số nguyên hoặc số siêu việt, và {\displaystyle {\sqrt[{3}]{n}}_{s}} là số nguyên hoặc không hợp lý. Vẫn còn là một câu hỏi mở cho dù các siêu căn phi lý có siêu việt trong trường hợp sau hay không.

### Siêu logarit
Khi định nghĩa tăng liên tục (tính bằng {\displaystyle x}) của tetration, {\displaystyle ^{x}a}, đã được chọn, siêu logarit tương ứng {\displaystyle \operatorname {slog} _{a}{x}} hoặc {\displaystyle \log _{a}^{4}{x}} được định nghĩa cho tất cả các số thực {\displaystyle x}, và {\displaystyle a>1}.
Hàm {\displaystyle \operatorname {slog} _{a}{x}} thỏa mãn:
{\displaystyle {\begin{array}{lcl}\operatorname {slog} _{a}{^{x}a}&=&x\\\operatorname {slog} _{a}{a^{x}}&=&1+\operatorname {slog} _{a}x\\\operatorname {slog} _{a}{x}&=&1+\operatorname {slog} _{a}\log _{a}x\\\operatorname {slog} _{a}{x}&>&-2\end{array}}}